# Thelypteris kunthii
Thelypteris kunthii és una espècie de falguera de la família Thelypteridaceae, la més comuna en la zona sud-est dels Estats Units al sud de Fall Line, a l'estat de Texas. Té el nom popular de Kunth's maiden fern ("Falguera Kunth de [cabell] de donzella"). Normalment creix en terrenys humits o secs, però també pot créixer en roques (epipetrisme). Ocasionalment es fa de forma salvatge en àrees més al nord de zona esmentada, a partir d'exemplars escapats d'hivernacles.
Rep el seu nom en homenatge al naturalista alemany Carl Sigismund Kunth.